# Comuna de Janowice Wielkie
Janowice Wielkie (polaco: Gmina Janowice Wielkie) é uma gminy (comuna) na Polónia, na voivodia de Baixa Silésia e no condado de Jeleniogórski. A sede do condado é a cidade de Janowice Wielkie.
De acordo com os censos de 2004, a comuna tem 4080 habitantes, com uma densidade 70,2 hab/km².

## Área
Estende-se por uma área de 58,09 km², incluindo:
- área agricola: 51%
- área florestal: 40%

## Demografia
Dados de 30 de Junho 2004:
|                      | Total   | Total | Mulheres | Mulheres | Homens  | Homens |
| -------------------- | ------- | ----- | -------- | -------- | ------- | ------ |
|                      | pessoas | %     | pessoas  | %        | pessoas | %      |
| População            | 4080    | 100   | 2067     | 50,7     | 2013    | 49,3   |
| Densidade (pop./km²) | 70,2    | 100   | 35,6     | 35,6     | 34,7    | 34,7   |

De acordo com dados de 2002, o rendimento médio per capita ascendia a 1482,41 zł.

## Subdivisões
- Janowice Wielkie, Komarno, Miedzianka, Mniszków, Radomierz, Trzcińsko.

## Comunas vizinhas
- Bolków, Jelenia Góra, Jeżów Sudecki, Kamienna Góra, Marciszów, Mysłakowice, Świerzawa, Wojcieszów